# Gerlach I. (Nassau)
Gerlach I. (* um 1285; † 7. Januar 1361 auf Burg Sonnenberg, begraben im Kloster Klarenthal) war von 1305 bis 1344 Graf von Nassau aus der walramschen Linie mit dem Herrschaftsgebiet Nassau-Idstein und bis 1361 Graf von Nassau-Sonnenberg.

## Leben
Gerlach war der jüngere Sohn des deutschen Königs Adolf von Nassau und der Imagina von Isenburg-Limburg. Er folgte seinem älteren Bruder Ruprecht VI. nach dessen frühem Tod 1305 und residierte auf Burg Sonnenberg bei Wiesbaden. Gerlach war ein entschlossener Mann, der sich mit den ehemaligen Gegnern seines Vaters aussöhnte und den Ruf seines Hauses Nassau nach dessen Tod wiederherstellte. In der Politik hatte er mehr Glück als sein Vater und konnte den Besitz seines Hauses stetig erweitern.
Bereits 1309 gelang ihm die Überführung des Leichnams seines Vaters in den Dom zu Speyer. In diesem Zusammenhang ließ er an dessen Todesort bei Göllheim das Königskreuz errichten. Es ist das älteste Flurkreuz der Pfalz. Gerlach stand dem Haus Luxemburg und Heinrich VII. nahe und begleitete Heinrich 1312 zu dessen Kaiserkrönung nach Italien. 1310 begleitete er Heinrichs Sohn Johann von Böhmen, später König von Böhmen, nach Prag. Nach dem Tod Heinrichs nahm er Partei für den Habsburger Friedrich den Schönen, den Sohn Albrechts I. von Österreich, des ehemaligen Feindes seines Vaters. 1318 hielt er als Verteidiger Wiesbadens der Belagerung Ludwigs stand, worauf er eine eigene Münze erhielt. Erst 1322, nach der Schlacht bei Mühldorf, erkannte Gerlach Friedrichs Gegenspieler Ludwig den Bayern als deutschen König an. Bereits im bayerischen Bruderkrieg hatte er Ludwigs Bruder Rudolf I. unterstützt und sich vehement für einen Landfrieden eingesetzt.
Nach 1322 söhnte er sich mit Ludwig aus. 1326 wurde er kaiserlicher Vogt der Wetterau und erwarb die Hälfte der Grafschaft Weilnau mit Burg Neuweilnau. 1328 erwarb er die Herrschaft Merenberg, 1336 erhielt er die Biebricher Fähre als Reichslehen, und 1338 war er kaiserlicher Gesandter beim Papst in Avignon.
In Fehden stand er mit Kurmainz, Kurtrier und auch mit den Grafen von Katzenelnbogen, obwohl mit letzteren ehemals durch Blutsbande verbunden (seine Großmutter war eine Schwester des Grafen Diether V. von Katzenelnbogen).

## Abdankung und Teilung der Grafschaft
1338 besuchte ihn Kaiser Ludwig auf seiner Residenz Burg Sonnenberg. 1344 dankte er zugunsten seiner Söhne Adolf und Johann ab, blieb aber weiterhin Herr von Sonnenberg. Als Anhänger von Karl IV. trat er in dessen Gefolge auf. Seine zweite Frau Irmengard von Hohenlohe-Weikersheim erbat 1351 von König Karl IV. die Stadtrechte für Sonnenberg, die ihr gewährt wurden.
Bereits 1355 wurde die walramsche Herrschaft aufgeteilt in Nassau-Wiesbaden-Idstein (Sohn Adolf aus erster Ehe), Nassau-Weilburg (Sohn Johann aus erster Ehe) und Nassau-Sonnenberg (Sohn Kraft aus zweiter Ehe). Da Kraft schon im folgenden Jahr in der Schlacht bei Maupertuis fiel, folgte ihm Gerlachs jüngster Sohn Ruprecht als Graf von Nassau-Sonnenberg.

## Nachkommen

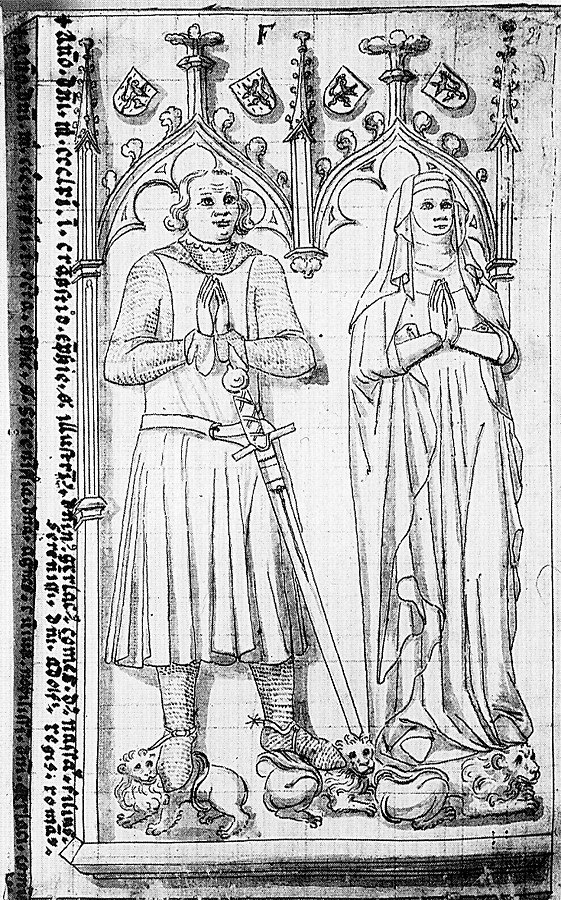
Gerlach I. von Nassau und Agnes von Hessen (Zeichnung des 1850 zerstörten Grabmals im ehemaligen Kloster Klarenthal von 1632)

Er war zunächst verheiratet (vor 1307) mit Agnes von Hessen (* um 1290; † 13. Juni 1332), Tochter von Heinrich dem Jüngeren, einem Sohn des Landgrafen Heinrich I. von Hessen, und hatte mit ihr u. a. folgende Nachkommen:
- Adolf I. (1307–1370), Graf von Nassau-Wiesbaden-Idstein (1355–1370)
- Johann I. (1309–1371), Graf von Nassau-Weilburg (1355–1371)
- Gerlach von Nassau (1322–1371), Erzbischof von Mainz (1346–1371)
- Adelheid († 8. August 1344),[2] verheiratet mit Ulrich III. von Hanau. Ihr Grabstein ist im Kloster Arnsburg erhalten.[3]
- Agnes, 1333 als Nonne und um 1355 als Äbtissin des Klosters Klarenthal genannt
- Anne, 1337 mit Graf Crafft (Kraft) von Hohenlohe verlobt gewesen[1]

Mit seiner zweiten Frau Irm(en)gard von Hohenlohe-Weikersheim (* 1315; † 1371/1372), Tochter von Kraft von Hohenlohe-Weikersheim und Witwe von Konrad von Zollern († 1334), eines Sohnes des Burggrafen Friedrichs IV. von Nürnberg, hatte er die Kinder:
- Kraft (nach 1333–1356), Graf von Nassau-Sonnenberg (1355–1356), gefallen in der Schlacht bei Maupertuis (Frankreich)
- Ruprecht VII. (um 1340–1390), Graf von Nassau-Sonnenberg (1356–1390)

Nach dem Tode ihres Mannes wurde Irmgard Dominikanerin im Kloster Liebenau bei Worms und starb dort im Januar 1371, im Ruf der Heiligkeit.